# Shibu3 project
Shibu3 project（シブサンプロジェクト）は、日本の女性アイドルグループ。プラチナムプロダクション所属。プラチナムプロダクションが所在する渋谷3丁目（「シブ」ヤ「3」チョウメ）にちなんで、Shibu3と名付けられた。略称は「シブサン」。

## 概要
- プラチナムプロダクション所属の小学生から高校生までのメンバーで結成された大型ガールズグループ。
- 「ピンククラス」、「ブルークラス」、「グリーンクラス」、「イエロークラス」の4クラス制でスタート。
  - その内の「イエロークラス」は、2023年春に在籍者を他クラスに進級させて廃止となった。
- シブサンメンバーがCM出演しているアパレルブランドEDWINが、2020年冬よりステージ衣装を制作[1][2][3]。
- 近年の楽曲プロデュースは NNBS. が担当している。

## 略歴
2016年
12月26日 Shibu3 projectの始動が発表される。
2017年
3月26日 『第2回プラッとアイドルフェスティバル』（代官山LOOP）にてステージデビュー。
5月14日 シブサン第一回定期公演（代官山LOOP）を開催
7月30日『シブサン夏フェス!!2017～この夏の私たちは今しかいないんだよ～』（原宿ベルエポック美容専門学校第2校舎イベントホール）を開催。
8月4日『TOKYO IDOL FESTIVAL 2017』＠お台場 出場 。4日（SKY STAGE、DREAM STAGE），6日（FESTIVAL STAGE、INFO CENTRE）に出場。
8月11日 Shibu3 project STAGE vol.1「パティシエール～リンゴの魔法～」（中目黒ウッディシアター）を開催。
8月26日 『@JAM EXPO 2017』に出場。オレンジステージ、パイナップルステージに出場。
2018年
3月21日 『シブサンフェス!!～春の卒業式＆進級式～』（原宿ベルエポック美容専門学校第2校舎イベントホール）を開催。井口りおが卒業。
5月17日～20日  Shibu3 project STAGE vol.2「あひる姫」 （中目黒ウッディシアター）を開催。
7月8日 『アイドル横丁夏祭り!!～2018～』（横浜赤レンガパーク）に出演
8月19日 『シブサン夏フェス!!2018』（原宿ベルエポック美容専門学校第2校舎イベントホール）を開催。
12月16日 『シブサン冬フェス!!2018』（原宿ベルエポック美容専門学校第2校舎イベントホール）を開催。
2019年
3月24日 『シブサン春フェス!!2019～卒業式＆進級式～』（原宿ベルエポック美容専門学校第2校舎イベントホール）開催。赤羽莉子、安藤汐音、伊藤乃亜、平井はんな、夢乃まゆこが卒業。
5月23日～26日 Shibu3project STAGE vol.3「地球の歌を聴かせて」（中目黒ウッディシアター）を開催。
11月17日 『シブサン学園祭2019』（原宿ベルエポック美容専門学校第2校舎イベントホール）を開催。
2020年
1月13日 『シブサン新春LIVE 2020』（渋谷Crawl）を開催。
3月28日 『シブサン春フェス!!2020～卒業式&進級式～』（原宿ベルエポック美容専門学校第2校舎イベントホール）を開催予定だったが、新型コロナウイルス感染症流行の影響で中止となる。
4月23日 4/23(シブサン)の日にちなんで、「423/OK GAME GIRL」の配信を開始。
8月5日 3週連続デジタルシングル配信を開始。5日「GARU GARU PARTY」、12日「HELLO！WORLD！」、19日「PPP」をリリース。
10月7日 渋谷区観光協会フェロー就任
10月18日 生配信で4名の新入生をお披露目。
11月3日 「第15回 渋谷音楽祭2020」に出演し、YouTubeで無観客生配信ライブを行う。
2021年
3月3日 1stアルバム『#SHIBUYA』をリリース。
3月28日 「令和二年度シブサン卒業式」（原宿ベルエポック美容専門学校第2校舎イベントホール）を開催。
4月1日 33名の新入生が加入。
4月28日-5月8日 LINE LIVEにて「クラス対抗！CDジャケット争奪イベント！」を開催。グリーンクラスが1位となった。
6月25日 シングル「HAPPY TIME」をリリース。
6月27日 リリース記念ワンマンライブShibu3 project「HAPPY TIME」（渋谷MilkyWay）を開催。
8月15日 「シブサン夏フェス‼︎2021」（原宿ベルエポック美容専門学校 第2校舎イベントホール）を開催。。
11月6日 「Shibu3 project ONE MAN LIVE “DON’T LOOK BACK!!! ”in TOKYO」（渋谷duo MUSIC EXCHANGE）を開催。。
11月13日 初の大阪遠征「Shibu3 project ONE MAN LIVE “DON’T LOOK BACK!!! ”in OSAKA」（PLUSWIN HALL OSAKA）を開催。。
2022年
2月8日 シングル「DON’T LOOK BACK!!!」をリリース。
2月8日：Shibu3 project『Don't Look Back!!!』リリース記念イベントinパセラリゾーツ グランデ渋谷 を開催。
3月6日 「シブサン感謝祭」（原宿ベルエポック美容専門学校第2校舎イベントホール）を開催。
3月20日：2022 1ST ONE MAN LIVE&卒業式 IN OSAKA『大阪の桜が咲く頃に』(江坂MUSE）を開催。
3月27日：2022 1ST ONE MAN LIVE&卒業式 IN TOKYO『渋谷の桜が咲く頃に』(室町三井ホール) を開催。。
4月23日：Shibu3 project ONEMAN LIVE『BRAND NEW 423 PROJECT』(S.U.B TOKYO) を開催。今野歩美の加入を発表。
7月5日：シングル「ネプネプなDAYS」をリリース。
10月2日：『Shibu3 Every Stage vol.1』(LIVE STUDIO LODGE)を開催。
10月8日：初の沖縄遠征『琉球アイドルフェスティバル～なんくるないさ2022～』に出場
10月30日：この日プラチナムの先輩であった26時のマスカレイド（2016年10月結成）が解散したことに伴い、同事務所としては平成時代から活動している唯一の女性アイドルグループとなる。
11月12日：Shibu3 project 東名阪ツアー2022  『THE YOUTHFUL DAYS TOUR』in OSAKA (阿倍野ROCKTOWN)を開催。
12月2日：初の名古屋遠征、Shibu3 project 東名阪ツアー2022『THE YOUTHFUL DAYS TOUR』in NAGOYA(大須 Y-CITY HALL)を開催。
12月10日：Shibu3 project 東名阪ツアー2022『THE YOUTHFUL DAYS TOUR FINAL!!!』(神田明神ホール)を開催。
12月14日：2ndアルバム「THE YOUTHFUL DAYS」をリリース。
2023年
3月12日：デジタルシングル「KEEP MY KNOTS」の配信を開始。
3月19日：Shibu3 project ONEMAN LIVE "KEEP MY KNOTS" 令和4年度シブサン卒業式(横浜1000CLUB)を開催。新入生8名をお披露目。
4月22日：「春のシブサン大集合大特典会」（原宿ベルエポック美容専門学校イベントホール）を開催。令和5年度リーダー(吉田佳音)、副リーダー(吉田恵芽・吉田羽花)を発表。
9月16日：Shibu3 project ONE MAN LIVE “We Are Jumping” (SHIBUYA DIVE)を開催。
11月25日：Shibu3 project 東京・大阪ツアー2023『COLORFUL NOTE 3 TOUR』in OSAKA（PLUSWIN HALL OSAKA）を開催。
12月6日：3rdアルバム「COLORFUL NOTE 3」をリリース。
2024年
1月8日：Shibu3 project 東京・大阪ツアー2023『COLORFUL NOTE3 TOUR』in TOKYO（下北沢シャングリラ）を開催。
3月17日：Shibu3 project ONEMAN LIVE “THE LAST SONG” 令和5年度シブサン卒業式（横浜1000CLUB）を開催。

## メンバー
| 氏名         | よみ            | 愛称            | クラス   | 生年月日（年齢）       | 出身地   | 身長  | 加入年月日     | 備考                                                         |
| ------------ | --------------- | --------------- | -------- | ---------------------- | -------- | ----- | -------------- | ------------------------------------------------------------ |
| 伊織瑠菜     | いおり るな     |                 | ピンク   | 2007年7月5日（18歳）   | 北海道   | 152cm | 2019年9月7日   | - 岩脇瑠菜から改名                                           |
| 上村佳里奈   | うえむら かりな | かりりん        | ピンク   | 2009年10月18日（15歳） | 千葉県   | 147cm | 2018年2月18日  |                                                              |
| 吉田羽花     | よしだ わか     |                 | ピンク   | 2006年12月26日（18歳） | 福岡県   | 157cm | 2021年4月1日   | - 令和6年度リーダー                                          |
| 武原莉亜     | たけはら りあ   |                 | ピンク   | 2006年12月22日（18歳） | 山梨県   | 162cm | 2021年4月1日   |                                                              |
| 新倉聖菜     | にいくら せいな |                 | ピンク   | 2008年12月21日（16歳） | 東京都   | 150cm | 2021年4月1日   | - 令和6年度副リーダー                                        |
| 菜花         | ななは          | なぁな          | ピンク   | 2006年4月15日（19歳）  | 埼玉県   | 152cm | 2023年3月19日  |                                                              |
| 佐藤七海     | さとう ななみ   |                 | ピンク   | 2009年1月12日（16歳）  | 東京都   | 154cm | 2023年3月19日  |                                                              |
| 小澤いさな   | おざわ いさな   |                 | ピンク   | 2009年8月30日（15歳）  |          |       | 2024年1月9日   |                                                              |
| 桜井菜名     | さくらい なな   |                 | ピンク   | 2011年11月20日（13歳） | 茨城県   | 160cm | 2023年3月19日  |                                                              |
| 斉藤絢香     | さいとう あやか |                 | ブルー   | 2006年11月8日（18歳）  | 埼玉県   | 152cm | 2021年4月1日   |                                                              |
| 山戸清楓     | やまと さやか   | おやつ          | ブルー   | 2008年3月5日（17歳）   | 神奈川県 | 150cm | 2021年4月1日   |                                                              |
| 三塚花梨     | みつづか かりん |                 | ブルー   | 2007年11月15日（17歳） | 宮城県   | 150cm | 2021年4月1日   | - 元ローファーズハイ!!メンバー                               |
| 島田妃望     | しまだ きの     |                 | ブルー   | 2011年12月30日（13歳） | 愛知県   | 152cm | 2019年9月7日   |                                                              |
| 藤原実羽     | ふじわら みう   |                 | ブルー   | 2009年7月30日（16歳）  | 東京都   | 156cm | 2021年4月1日   |                                                              |
| 篠田愛莉     | しのだ あいり   |                 | ブルー   | 2009年7月28日（16歳）  |          | 156cm | 2021年4月1日   |                                                              |
| 福田蒔巳花   | ふくだ まいは   |                 | ブルー   | 2010年11月23日（14歳） | 東京都   | 158cm | 2021年4月1日   |                                                              |
| 酒井ひな     | さかい ひな     |                 | ブルー   | 2008年1月31日（17歳）  | 千葉県   | 157cm | 2023年3月19日  |                                                              |
| 冨永真姫     | とみなが まき   | マッキー まさん | グリーン | 2007年10月3日（17歳）  | 千葉県   | 154cm | 2016年12月26日 | 今日、好きになりました。カンヌン編出演 - 令和6年度副リーダー |
| 佐々木ここあ | ささき ここあ   |                 | グリーン | 2006年10月3日（18歳）  | 東京都   | 148cm | 2021年4月1日   |                                                              |
| 小林那波     | こばやし ななみ | ななみぃ        | グリーン | 2006年10月24日（18歳） | 神奈川県 | 164cm | 2021年4月1日   |                                                              |
| 今野歩美     | いまの あゆみ   |                 | グリーン | 2009年1月18日（16歳）  | 京都府   |       | 2022年4月23日  |                                                              |
| 阿部絢音     | あべ あやね     | あべちゃん      | グリーン | 2009年6月9日（16歳）   | 千葉県   | 151cm | 2021年4月1日   |                                                              |
| 白鳥ゆい     | しらとり ゆい   |                 | グリーン | 2007年1月2日（18歳）   | 埼玉県   | 158cm | 2023年3月19日  |                                                              |
| 中尾凛乃音   | なかお りのん   |                 | グリーン | 2007年5月23日（18歳）  | 広島県   | 158cm | 2023年3月19日  |                                                              |
| 星月彗       | ほしつき すい   |                 | グリーン | 2008年4月4日（17歳）   | 東京都   | 151cm | 2023年3月19日  |                                                              |
| 矢野カレン   | やの かれん     |                 | グリーン |                        |          |       | 2024年1月9日   |                                                              |

### 旧メンバー
| 氏名             | よみ                   | 愛称                | 生年月日（年齢）       | 出身地   | 身長  | 活動期間                        | 備考 |
| ---------------- | ---------------------- | ------------------- | ---------------------- | -------- | ----- | ------------------------------- | --- |
| 大木美里亜       | おおき みりあ          | みりちゃむ          | 2002年7月10日（23歳）  | 埼玉県   | 160cm | ～2018年3月21日                 | |
| 関谷瑠紀         | せきや るき            |                     | 2006年8月8日（19歳）   | 千葉県   | 162cm | ～2017年5月2日                  | 元ニコプチ専属モデル、現ニコラ専属モデル                                                                       |
| 矢島紫桜         | やじま しおん          |                     | 2004年4月12日（21歳）  |          |       | ～2017年5月2日                  | |
| 亜海             | あみ                   |                     |                        |          |       | ～2017年5月2日                  | |
| 黒川桃羽         | くろかわ ももは        |                     |                        |          |       | ～2017年5月2日                  | |
| 井口りお         | いのくち りお          | りおちゃん          | 1999年10月28日（25歳） | 神奈川県 | 165cm | ～2018年3月23日                 | |
| 赤羽莉子         | あかば りこ            |                     |                        |          |       | ～2019年3月24日                 | |
| 浅原凜           | あさはら りん          | りんぴ りんちゃん   | 2002年7月28日（23歳）  |          | 160cm | 2017年1月～2019年               | Peel the Appleメンバー（2020年7月〜）                                                                          |
| 安藤汐音         | あんどう しおん        | しおん しおまる     | 2001年3月22日（24歳）  |          | 174cm | ～2019年3月24日                 | mai maiメンバー（2021年10月 - ）                                                                               |
| 田島櫻子         | たじま さくらこ        | らっこ              | 2004年12月19日（20歳） | 神奈川県 | 158cm | ～2019年3月24日                 | 元Peel the Apple 現Onephony（2023年2月 - ）                                                                    |
| 伊藤乃亜         | いとう のあ            |                     |                        |          |       | ～2019年3月24日                 | |
| 平井はんな       | ひらい はんな          |                     | 2000年11月27日（24歳） | 東京都   | 162cm | ～2019年3月24日                 | |
| 夢乃まゆこ       | ゆめの まゆこ          |                     | 2000年9月6日（24歳）   | 東京都   | 159cm | ～2019年3月24日                 | いちごみるく色に染まりたい。にも在籍（2018年6月～2019年9月）                                                   |
| 都丸亜華梨       | とまる あかり          | とまるん あかちゃん | 2001年11月20日（23歳） | 群馬県   | 157cm | 2017年5月14日～                 | - 都丸紗也華の妹 - ミスマガジン2020ベスト16                                                                    |
| 神﨑沙穏         | かんざき さおん        |                     | 2002年3月12日（23歳）  | 静岡県   | 170cm |                                 | |
| 稲葉るり         | いなば るり            |                     | 2002年3月31日（23歳）  | 神奈川県 | 158cm |                                 | |
| 豊田ルナ         | とよだ るな            | るんちゃん          | 2002年7月17日（23歳）  | 埼玉県   | 161cm | ～2021年3月28日                 | - ミスマガジン2019グランプリ - すイエんサーガールズ - AND CaaaLLメンバー                                       |
| 石川涼楓         | いしかわ すずか        |                     | 2002年5月10日（23歳）  | 千葉県   | 156cm | ～2021年3月28日                 | - 「今日、好きになりました。」卒業編2021出演                                                                   |
| 原藍梨           | はら あいり            |                     | 2002年8月27日（22歳）  | 福島県   | 157cm | ～2021年3月28日                 | |
| 東条澪           | とうじょう れん        |                     | 2002年11月22日（22歳） | 埼玉県   | 154cm | ～2021年3月28日                 | - Zipper 専属モデル - GR86/BZR Cup 4MINUTES Drago CORSE Lady                                                   |
| 谷川奈々穂       | たにかわ ななほ        |                     | 2003年3月27日（22歳）  | 東京都   | 163cm | ～2021年3月28日                 | - 2021年11月10日 相沢菜月に改名 - 2021年12月25日 グッドスマイルレーシング#レーシングミクサポーターズ2022に就任 |
| 川畑綾理         | かわばた あやり        | あやり              | 2002年6月17日（23歳）  | 神奈川県 | 157cm | ～2021年3月28日                 | - 「恋する♥週末ホームステイ」2020November出演 - ルージュブックメンバー                                         |
| 小林紗良         | こばやし さら          |                     | 2002年12月29日（22歳） | 東京都   | 161cm | ～2021年3月28日                 | |
| 増田音々         | ますだ ねね            |                     | 2002年10月11日（22歳） | 埼玉県   | 162cm | ～2021年3月28日                 | |
| 飯塚理珠         | いいずか りじゅ        |                     | 2003年2月5日（22歳）   | 埼玉県   | 146cm | 2019年10月17日～                | - 元PINKYCASEメンバー                                                                                          |
| 八木響生         | やぎ ひびき            |                     | 2002年11月25日（22歳） | 千葉県   | 160cm |                                 | |
| 瀬名萌花         | せな もえか            |                     | 2002年10月2日（22歳）  | 埼玉県   | 157cm |                                 | |
| 新田湖子         | にった ここ            |                     | 2002年8月9日（23歳）   | 山梨県   | 153cm |                                 | |
| 大石結衣         | おおいし ゆい          |                     | 2002年8月23日（22歳）  | 静岡県   | 162cm |                                 | |
| 北川玲           | きたがわ れい          |                     | 2003年2月13日（22歳）  | 栃木県   | 160cm |                                 | |
| 髙橋有生         | たかはし ゆい          |                     | 2003年3月24日（22歳）  | 埼玉県   | 150cm |                                 | |
| 藤田梨々花       | ふじた りりか          |                     | 2003年5月29日（22歳）  | 東京都   | 158cm |                                 | - いちごみるく色に染まりたい。にも在籍（2019年2月～9月） - テラス×テラスメンバー                               |
| 吉田芽梨奈       | よしだ めりな          |                     | 2003年9月24日（21歳）  | 神奈川県 | 153cm |                                 | - テラス×テラスメンバー                                                                                        |
| 薮田こもも       | やぶた こもも          | こもちゃん          | 2004年10月14日（20歳） | 東京都   | 159cm |                                 | - 元テラス×テラスメンバー                                                                                      |
| 山本花音         | やまもと かのん        |                     | 2004年1月9日（21歳）   | 埼玉県   | 165cm |                                 | - テラス×テラスメンバー                                                                                        |
| 夏目一花         | なつめ いちか          |                     | 2003年9月13日（21歳）  | 神奈川県 | 165cm |                                 | - 栗田望海から改名 - 元月に足跡を残した6人の少女達は一体何を見たのか…メンバー                                  |
| 早川梨里葉       | はやかわ りりは        |                     | 2003年11月20日（21歳） | 埼玉県   | 153cm |                                 | |
| 髙橋莉瑚         | たかはし りこ          |                     | 2003年9月27日（21歳）  | 神奈川県 | 164cm |                                 | |
| 佐藤ユウ         | さとう ゆう            |                     | 2003年11月16日（21歳） | 東京都   | 152cm |                                 | |
| 北條愛美         | ほうじょう まなみ      |                     | 2004年1月1日（21歳）   | 神奈川県 | 155cm |                                 | |
| 小野﨑琉南       | おのざき るな          |                     | 2004年3月23日（21歳）  | 東京都   | 148cm |                                 | |
| 愛敬淳希         | あいけい あつき        |                     | 2004年5月17日（21歳）  | 神奈川県 | 160cm | 2017年12月24日～                | - 元 ピュアリー3メンバー                                                                                       |
| 栄開香恋         | えいかい かれん        |                     |                        |          |       | 2017年5月14日～                 | |
| 鈴木梨恩         | すずき りおん          |                     | 2004年9月12日（20歳）  | 静岡県   | 160cm | 2017年5月14日～                 | |
| クリスティーナ新 | くりすてぃーな さら    |                     | 2004年6月1日（21歳）   | 栃木県   | 173cm | 2017年5月14日～                 | |
| 小島里恋         | こじま りこ            |                     | 2003年5月30日（22歳）  | 東京都   | 168cm | 2017年9月10日～                 | - 元 ピュアリー3メンバー                                                                                       |
| 樋口音姫         | ひぐち おとめ          |                     | 2006年8月13日（19歳）  | 大阪府   | 161cm |                                 | |
| 小澤優梨花       | おざわ ゆりな          |                     | 2006年10月12日（18歳） | 埼玉県   | 137cm |                                 | |
| 陣之内柚来       | じんのうち ゆら        |                     | 2005年1月5日（20歳）   | 東京都   | 159cm |                                 | |
| 武藤梨央         | むとう りお            |                     | 2005年2月5日（20歳）   | 千葉県   | 155cm | 2020年10月18日～2021年8月15日   | |
| 大島優那         | おおしま ゆな          |                     | 2005年1月27日（20歳）  | 埼玉県   | 148cm | ～2021年12月8日                 | |
| 佐藤妃音         | さとう ひなり          |                     | 2005年4月1日（20歳）   | 東京都   | 160cm | 2020年10月18日～2022年2月28日   | |
| 佐藤羽乃伽       | さとう はのか          | はのはの            | 2007年11月10日（17歳） | 神奈川県 | 146cm | 2018年8月19日～                 | |
| 小野﨑涼帆       | おのざき りほ          |                     | 2006年8月6日（19歳）   | 東京都   | 145cm | ～2022年3月25日                 | - テラス×テラスメンバー                                                                                        |
| 森華音           | もり かのん            | のんのん            | 2006年12月4日（18歳）  | 千葉県   | 151cm | ～2022年3月25日                 | - テラス×テラスメンバー                                                                                        |
| 梅原麻緒         | うめはら まお          |                     | 2003年7月23日（22歳）  | 東京都   | 160cm | 2020年10月18日～2022年3月27日   | - 「今日、好きになりました。」夏空編出演 - テラス×テラスメンバー                                               |
| 小川莉香         | おがわ りこう          |                     | 2004年3月9日（21歳）   | 大阪府   | 149cm | 2020年10月18日 ～2022年3月27日  | - 元ワタシズムメンバー - クマリデパートメンバー（百彩リコウ）                                                  |
| 渡邊美華         | わたなべ みか          | みかねこ            | 2003年12月15日（21歳） | 東京都   | 165cm | ～2022年3月27日                 | |
| 小浜桃奈         | こはま ももな          |                     | 2003年4月2日（22歳）   | 東京都   | 157cm |                                 | - 「今日、好きになりました。」冬休み編出演 - 5代目EMMARY編集長（2020年11月5日 - ）                             |
| 舩木梨緒奈       | ふなき りおな          |                     | 2003年4月26日（22歳）  | 東京都   | 153cm |                                 | |
| 白石佑梨亜       | しらいし ゆりあ        |                     | 2003年11月18日（21歳） | 埼玉県   | 155cm |                                 | - 元 ピュアリー3メンバー                                                                                       |
| 吉岡初乃音       | よしおか うのね        |                     | 2005年10月30日（19歳） | 滋賀県   | 152cm |                                 | |
| 七海美紗         | ななみ みさ            |                     | 2005年8月10日（20歳）  | 群馬県   | 157cm |                                 | |
| 天海ありい       | あまみ ありい          |                     | 2005年10月20日（19歳） | 東京都   | 146cm |                                 | |
| 秋山莉乃         | あきやま りの          |                     | 2006年1月8日（19歳）   | 東京都   | 153cm |                                 | |
| 金沢優花         | かなざわ ゆうか        |                     | 2008年10月16日（16歳） | 東京都   | 150cm |                                 | |
| 高橋莉穂         | たかはし りほ          |                     |                        | 神奈川県 |       |                                 | |
| 小林奈々美       | こばやし ななみ        |                     | 2007年10月26日（17歳） | 東京都   | 154cm | 2021年4月1日～                  | |
| 松元優杏         | まつもと ゆあ          |                     | 2006年10月29日（18歳） | 東京都   | 164cm | 2021年4月1日～                  | |
| 橋川陽奈         | はしかわ ひな          |                     | 2009年2月26日（16歳）  | 神奈川県 | 158cm | 2021年4月1日～                  | |
| 楓果             | ふうか                 |                     | 2008年11月29日（16歳） | 千葉県   | 156cm | 2021年4月1日～                  | |
| 三好佑季         | みよし ゆき            | ゆき                | 2004年9月16日（20歳）  | 東京都   | 158cm | 2021年4月1日～2023年3月19日     | - 元magical2メンバー - 『魔法×戦士 マジマジョピュアーズ！』愛乃モモカ役 - AND CaaaLLメンバー                   |
| 金井柚那         | かない ゆうな          | きゃない            | 2005年2月27日（20歳）  | 千葉県   | 158cm | 2021年12月8日～2023年3月19日    | - ミスマガジン2022ベスト16 - 元ルージュブックメンバー                                                          |
| 皆藤悠柚         | かいとう ゆうゆ        | ゆうゆ              | 2005年1月14日（20歳）  | 千葉県   | 163cm | ～2023年3月19日                 | - Ranzuki専属モデル - ワタシズムメンバー、環花ゆうゆに改名                                                     |
| 天野きき         | あまの きき            | きーちゃん          | 2005年1月11日（20歳）  | 東京都   | 167cm | 2021年4月1日～                  | - ミスマガジン2021「ミス週刊少年マガジン」                                                                     |
| 山川愛理         | やまかわ あいり        | あいりん            | 2005年12月14日（19歳） | 茨城県   | 169cm | 2021年4月1日～                  | - 元ローファーズハイ!!メンバー                                                                                 |
| 神山葵           | かみやま あおい        |                     | 2007年1月5日（18歳）   | 神奈川県 | 153cm | 2021年4月1日～                  | |
| 池田瑠愛         | いけだ るあ            |                     | 2006年10月23日（18歳） | 神奈川県 | 154cm | 2021年4月1日～                  | |
| 高橋結依         | たかはし ゆい          |                     | 2007年10月1日（17歳）  | 埼玉県   | 147cm |                                 | |
| 高橋優奈         | たかはし ゆうな        |                     | 2009年12月21日（15歳） | 埼玉県   | 135cm |                                 | |
| 野中ヘスロップ琴 | のなか へすろっぷ こと |                     | 2012年1月18日（13歳）  |          |       | 2021年4月1日～                  | |
| 野中ヘスロップ花 | のなか へすろっぷ はな |                     | 2009年8月3日（16歳）   |          |       | 2021年4月1日～                  | |
| 高梨ねね         | たかなし ねね          |                     | 2006年12月11日（18歳） | 埼玉県   | 149cm |                                 | |
| 高梨もも         | たかなし もも          |                     | 2008年12月23日（16歳） | 埼玉県   | 134cm |                                 | |
| 淡路ユリナ       | あわじ ゆりな          | ゆりにゃん          | 2006年2月19日（19歳）  | 愛知県   | 163cm |                                 | |
| 廣瀬奏空         | ひろせ そら            |                     | 2006年8月17日（18歳）  | 東京都   | 167cm | 2021年4月1日～                  | |
| 金丸ニイナ       | かねまる にいな        |                     | 2008年3月8日（17歳）   | 千葉県   | 150cm | 2021年4月1日 ～                 | |
| 伊藤愛叶         | いとう あいか          |                     | 2008年1月31日（17歳）  | 東京都   | 158cm | 2023年3月19日～                 | |
| 戸田梨杏         | とだ りあん            | りあんちょす        | 2005年5月7日（20歳）   | 東京都   | 150cm | 2016年 ～ 2024年3月17日         | - JC TEENS専属モデル - 『東京ミュウミュウ にゅ～♡』 黄歩鈴役 - Smewthieメンバー - AND CaaaLLメンバー           |
| 星野愛美         | ほしの あいみ          | あいみん            | 2005年8月23日（19歳）  | 埼玉県   | 160cm | 2018年8月19日～ 2024年3月17日   | |
| 吉田恵芽         | よしだ えめ            | えめちゃん          | 2005年6月4日（20歳）   | 埼玉県   | 160cm | 2016年12月26日 ～ 2024年3月17日 | - すイエんサーガールズ - 令和5年度副リーダー                                                                   |
| 神成柊伽         | かんなり しゅうか      |                     | 2005年12月15日（19歳） | 神奈川県 | 168cm |                                 | |
| 若菜メイ         | わかな めい            |                     | 2006年1月6日（19歳）   | 千葉県   | 159cm | 2021年4月1日～2024年3月17日     | - 「恋する♥週末ホームステイ」2021春Tokyo出演                                                                   |
| ギファード璃々愛 | ぎふぁーど りりあ      |                     | 2005年10月17日（19歳） |          | 155cm | 2021年4月1日～                  | - 制コレ22ファイナリスト                                                                                       |
| 牧瀬桃香         | まきせ ももか          |                     | 2005年5月14日（20歳）  | 東京都   | 162cm | 2021年4月1日～                  | |
| 保坂心陽         | ほさか こはる          |                     | 2009年12月6日（15歳）  | 千葉県   | 148cm |                                 | |
| 大早希弥海       | おおさき みう          | みーちゃん          | 2006年3月6日（19歳）   | 千葉県   | 158cm | ～2024年3月17日                 | |
| ねぎためな       | ねぎた めな            | めななん            | 2005年6月7日（20歳）   | 神奈川県 | 163cm | 2021年4月1日～2024年3月17日     | - 祢宜田芽夏から改名 - テラテラ（テラス×テラス）メンバー                                                       |
| 吉田佳音         | よしだ かのん          | かののん            | 2005年10月3日（19歳）  | 東京都   | 154cm | 2021年4月1日～2024年3月17日     | - 「今日、好きになりました。」秋桜編出演 - 令和5年度リーダー                                                   |
| 久保田莉々       | くぼた りり            |                     | 2005年10月21日（19歳） | 東京都   | 164cm | 2021年4月1日～2024年3月17日     | |
| 井口翔乃音       | いぐち かのん          |                     | 2009年12月9日（15歳）  | 東京都   | 149cm | 2021年4月1日～                  | |

### ぴーおん♡
- Shibu3 project発5人組ユニット
- メンバーは、浅原凜、豊田ルナ（2019年8月1日に卒業[64]）、竹内渚沙、栗田望海、薮田小桃
- 2022年現在、浅原はPeel the Apple、竹内（現・美南れな）と栗田（現・夏目一花）は月に足跡を残した6人の少女達は一体何を見たのか…に在籍。薮田はテラス×テラスを2022年3月に卒業後、同年9月に退所[52]。ぴーおん♡での活動はないが、解散や活動休止に関する発表は出ていない。

## 作品

### CDアルバム
順位はオリコン週間ランキング最高位。
1. #Shibuya（2021年3月3日、48位）：DVD付盤、Shibu盤（Type A）、3盤（Type B）、Project盤（Type C）
  1. 423
  2. NO NEW YORKER
  3. OK GAME GIRL
  4. GARUGARUPARTY
  5. スクランブル大作戦
  6. ROMANTIC BABY
  7. HELLO! WORLD!
  8. GRATIN
  9. PPP
  10. 渋谷の桜が咲く頃に
2. THE YOUTHFUL DAYS（2022年12月14日、37位）：DVD付盤、通常盤（Type A）、（Type B）、（Type C）
  1. 423 CLUB MARCH
  2. シブヤノオホシサマ
  3. D MY FRIEND
  4. SUPER STARS
  5. ネプネプなDAYS
  6. KIRA KIRA TUNE
  7. ただのラブソングじゃないからね。
  8. PARAPARA
  9. DONʼT LOOK BACK!!!
  10. THE YOUTHFUL
  11. HAPPY TIME
3. COLORFUL NOTE 3（2023年12月6日）：DVD付盤（Type A）、（Type B）、（Type C）、（Type D）
  1. HELLO! YEAH!
  2. PANONON
  3. いつでもここは僕らの場所だから
  4. COLORFUL NOTE
  5. Pop'n Pop
  6. パチパチPARTY
  7. DOG NOSE
  8. フルーツシェイク
  9. We Are jumping
  10. NO NEW YORKER（新録ver.）
  11. KEEP MY KNOTS
  12. マカロニ

### CDシングル
1. HAPPY TIME（2021年6月25日[33]）: TYPE A盤（CBCP-0013）、TYPE B盤（CBCP-0014）
  1. HAPPY TIME
  2. KIRA KIRA TUNE3
  3. HAPPY TIME Instrumental
  4. KIRA KIRA TUNE Instrumental
2. DON'T LOOK BACK!!!(2022年2月8日、20位) : DVD付版 (CBCP-0016)、通常版 タイプA (CBCP-0017)、通常版 タイプB (CBCP-0018)
  1. DON'T LOOK BACK!!!
  2. オー!ヤミー!
  3. HIT!
  4. DON'T LOOK BACK!!! Instrumental
  5. オー!ヤミー! Instrumental
  6. HIT! Instrumental
  7. タイプA版はHIT!、タイプB版はオー!ヤミー!を含まない。
  8. 当初の発表は2022年1月25日発売だったが、サブスクの配信のみに変更。
3. ネプネプなDAYS(2022年7月5日、16位) : DVD付版 (CBCP-0019)、通常版 タイプA (CBCP-0020)、通常版 タイプB (CBCP-0021)
  1. ネプネプなDAYS
  2. シブヤノオホシサマ
  3. ROLL CAKE
  4. ネプネプなDAYS Instrumental
  5. シブヤノオホシサマ Instrumental
  6. ROLL CAKE Instrumental
  7. タイプA版はROLL CAKE、タイプB版はシブヤノオホシサマを含まない。

### デジタルシングル
1. 423/OK GAME GIRL（2020年4月23日）[21]
  1. 423（作詞・作曲：NNBS.）
  2. OK GAME GIRL（作詞・作曲：NNBS.）
2. GARU GARU PARTY（2020年8月5日）[66]
  1. GARU GARU PARTY（作詞・作曲：NNBS.）
3. HELLO！WORLD！（2020年8月12日）[67]
  1. HELLO！WORLD！（作詞・作曲：NNBS.）
4. PPP（2020年8月19日）[68]
  1. PPP（作詞・作曲：NNBS.）
5. KEEP MY KNOTS（2023年3月12日）[69]
  1. KEEP MY KNOTS

### その他の楽曲
1. ぴーおん♡「おーらい♡」（作曲：吹野クワガタ）
2. ぴーおん♡「夏恋summer♡」（作曲：吹野クワガタ）
3. ぴーおん♡「キミがいたこと」（作詞：加治幸太 作曲：吹野クワガタ）

## 出演

### ラジオ
- 「夢アドの.な○○」（2021年2月10日、渋谷クロスFM） - 豊田ルナ、小林紗良[70]